# Брант (Воклюз)
Брант (фр. Brantes) — коммуна во французском департаменте Воклюз региона Прованс — Альпы — Лазурный Берег. Относится к кантону Малосен.

## Географическое положение

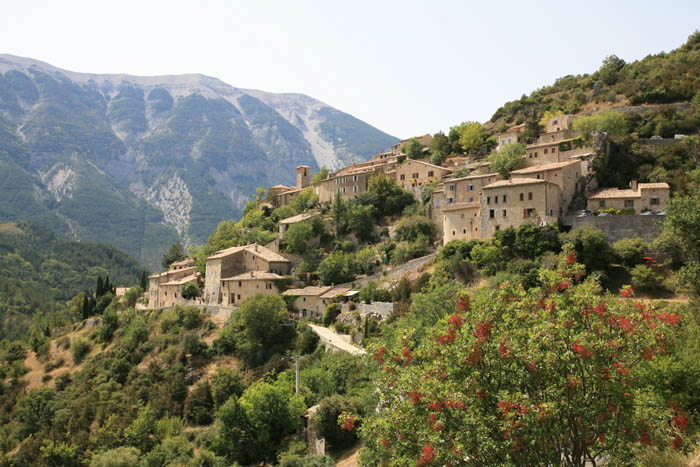
Вид на Брант.

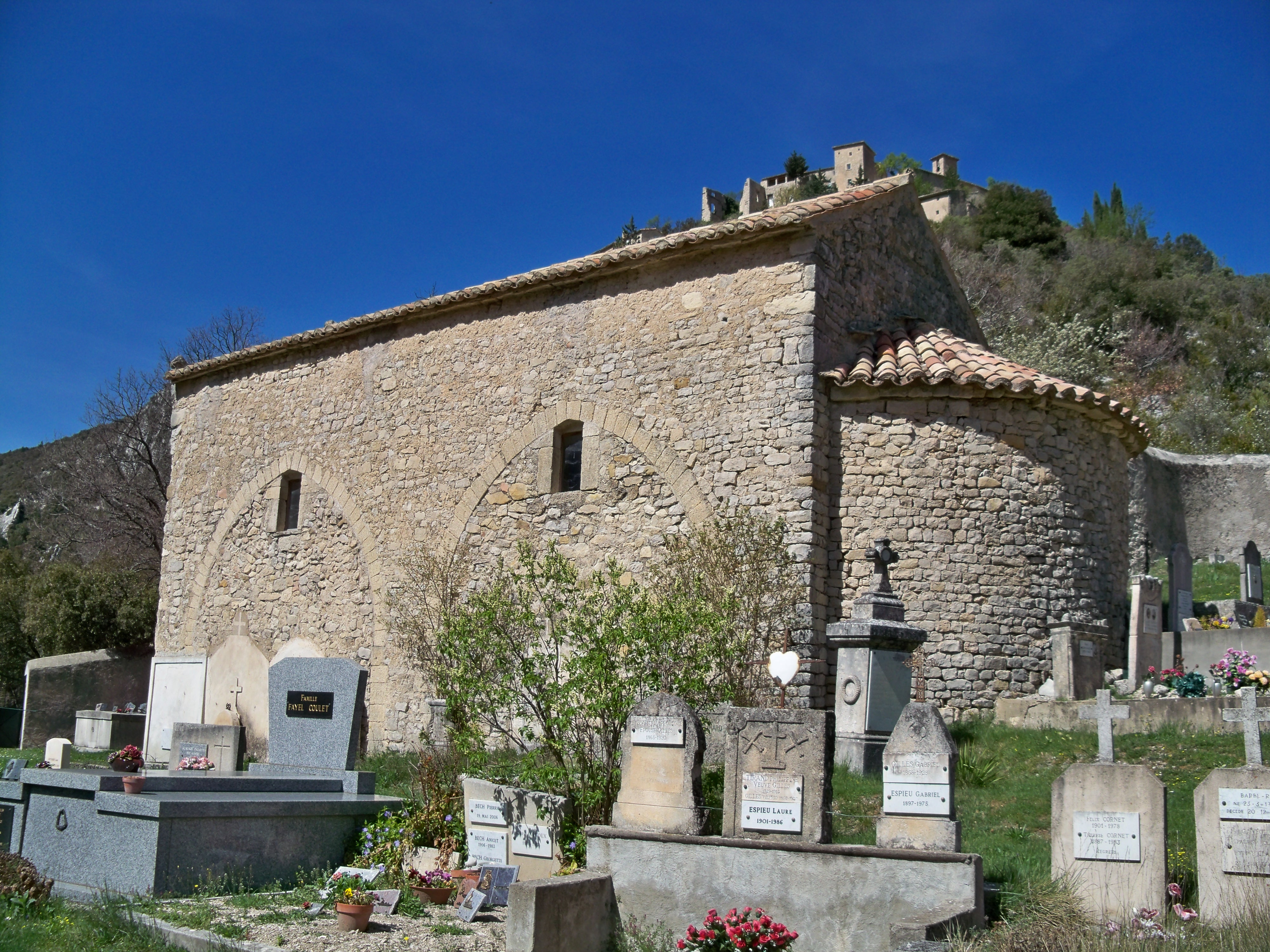
Часовня Сен-Седуан в Бранте.

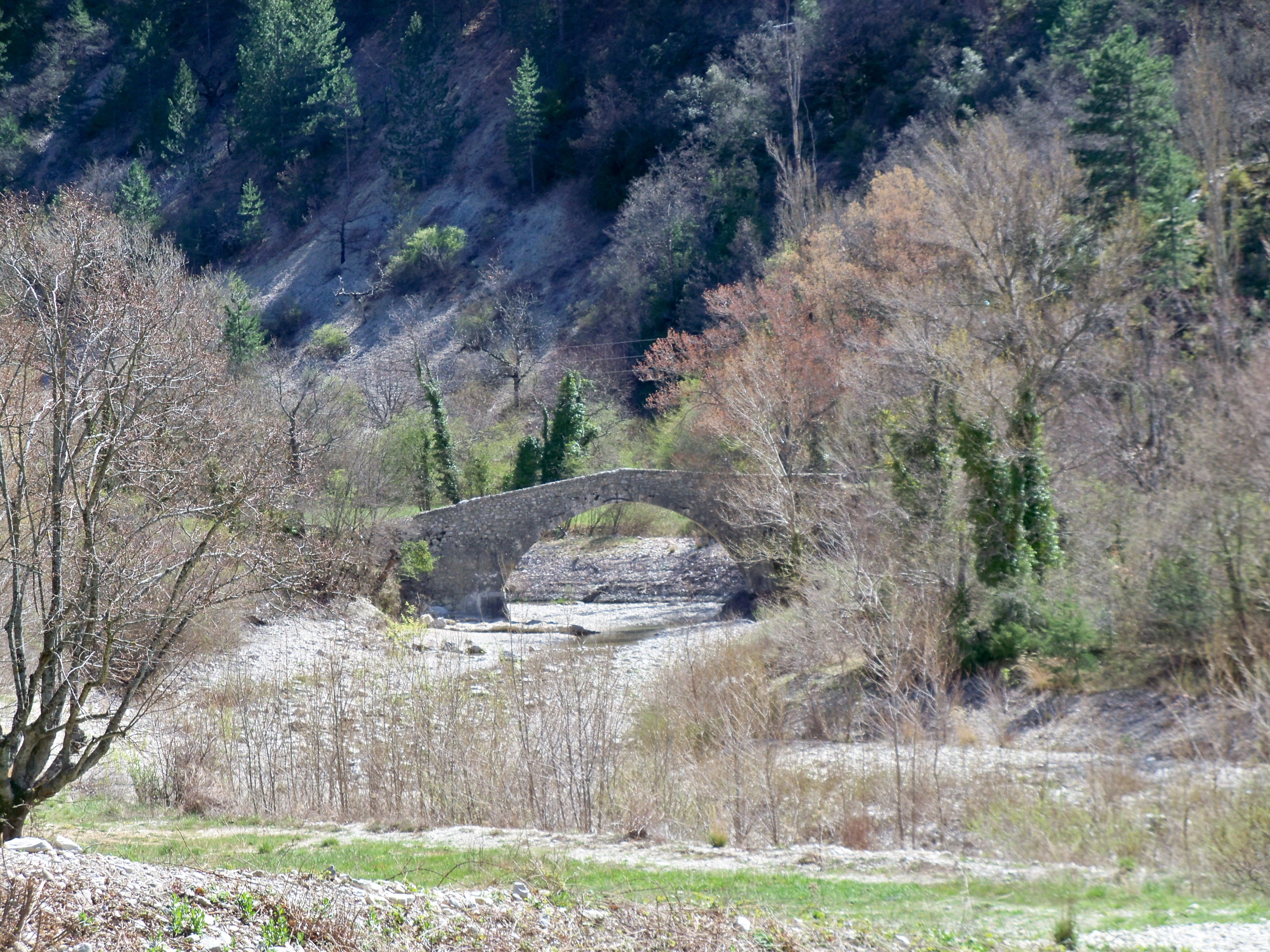
Мост через Тулуран.

Брант расположен в 50 км к северо-востоку от Авиньона. Соседние коммуны: Плезьян на севере, Савуаллан, Монбрэн-ле-Бэм и Реланетт на юго-востоке. Коммуна находится к северо-востоку от горы Мон-Ванту и недалеко от реки Дром.

### Гидрография
Брант стоит на Тулуране, притоке Увеза, протекущем по нижнему посёлку.

## Демография
Население коммуны на 2010 год составляло 84 человека.
| 1962 | 1968 | 1975 | 1982 | 1990 | 1999 | 2010 |
| ---- | ---- | ---- | ---- | ---- | ---- | ---- |
| 80   | 90   | 85   | 85   | 63   | 65   | 84   |